# مصطفى محمود
مصطفى محمود (27 ديسمبر 1921 – 31 أكتوبر 2009)، هو فيلسوف وطبيب وكاتب مصري. ألف 89 كتابًا منها الكتب العلمية والدينية والفلسفية والاجتماعية والسياسية إضافة إلى الحكايات والمسرحيات وقصص الرحلات، ويتميز أسلوبه بالجاذبية مع العمق والبساطة. كان مصطفى محمود مقدّمًا لأكثر من 400 حلقة من برنامجه التلفزيوني الشهير (العلم والإيمان). أنشأ عام 1979 مسجده في الجيزة المعروف باسم «مسجد مصطفى محمود». ويتبع له ثلاثة مراكز طبية تهتم بعلاج ذوي الدخل المحدود. وشكل قوافل للرحمة من ستة عشر طبيبًا، ويضم المسجد الجمعية الفلكية بمسجد محمود، ومتحفاً للجيولوجيا، يقوم عليه أساتذة متخصصون. ويضم المتحف مجموعة من الصخور الجرانيتية، والفراشات المحنطة بأشكالها المتنوعة وبعض الكائنات البحرية. أُطلق على كويكب اسم (296753) مصطفى محمود تكريمًا له.

## حياته
ولد مصطفى كمال محمود حسين آل محفوظ في 27 ديسمبر 1921 في قرية ميت خاقان التابعة لمركز شبين الكوم في محافظة المنوفية، وهو من الأشراف وينتهي نسبه إلى علي زين العابدين. توفي والده عام 1939 بعد سنوات من الشلل، درس الطب وتخرج عام 1953 وتخصَّص في الأمراض الصدرية، ولكنه تفرغ للكتابة والبحث عام 1960. تزوج عام 1961 وانتهى الزواج بالطلاق عام 1973. رزق بولدين هما «أمل» و«أدهم». تزوج ثانية عام 1983 من السيدة زينب حمدي وانتهى هذا الزواج أيضا بالطلاق عام 1987.

## تاريخه الفكري
في أوائل 1900، تناولت بعض الشخصيات الفكرية مسألة الإلحاد. فظهرت في تلك الفترة على سبيل المثال مقال لماذا أنا ملحد؟ لإسماعيل أدهم، وأصدر طه حسين كتابه في الشعر الجاهلي، وخاض نجيب محفوظ أولى تجارب المعاناة الدينية والظمأ الروحي.

### بداياته
عاش مصطفى محمود في ميت الكرماء بجوار مسجد «المحطة» الشهير الذي يعد أحد مزارات الصوفية الشهيرة في مصر؛ مما ترك أثره الواضح على أفكاره وتوجهاته.
بدأ حياته متفوقاً في الدراسة، حتى ضربه مدرس اللغة العربية؛ فغضب وانقطع عن الدراسة مدة ثلاث سنوات إلى أن انتقل هذا المدرس إلى مدرسة أخرى فعاد مصطفى محمود لمتابعة الدراسة. وفي منزل والده أنشأ معملاً صغيرًا يصنع فيه الصابون والمبيدات الحشرية ليقتل بها الحشرات، ثم يقوم بتشريحها، وحين التحق بكلية الطب اشتُهر بـ«المشرحجي»، نظرًا لوقوفه طوال اليوم أمام أجساد الموتى، طارحًا التساؤلات حول سر الحياة والموت وما بعدهما.

### اتهامات واعترافات
نذكر هنا أن مصطفى محمود كثيراً ما اتهم بأنَّ أفكاره وآراءه السياسية متضاربة إلى حد التناقض؛ إلا أنه لا يرى ذلك، ويؤكد أنّه ليس في موضع اتهام، وأنّ اعترافه بأنّه كان على غير صواب في بعض مراحل حياته هو درب من دروب الشجاعة والقدرة على نقد الذات، وهذا شيء يفتقر إليه الكثيرون ممن يصابون بالجحود والغرور، مما يصل بهم إلى عدم القدرة على الاعتراف بأخطائهم.[محل شك]

## من أقواله
- «الناجح هو ذلك الذي يصرخ منذ ميلاده» جئت إلى العالم لاختلف معه «ولا يكفّ عن رفع يده في براءة الطفولة ليحطم بها كل ظلم وكل باطل».
- «لن يستطيع الحرف أن يدرك الغاية من وجوده إلا إذا أدرك الدور الذي يقوم به في السطر الذي يشترك في حروفه، وإلا إذا أدرك المعنى الذي يدل عليه السطر في داخل المقال، والمقال في داخل الكتاب».
- «أهل الحقائق في خوف دائما من أن تظهر فيهم حقيقة مكتومة لا يعلمون عنها شيئا تؤدي بهم إلى المهالك، فهم أمام نفوسهم في رجفة، وأمام الله في رجفة، وذلك هو العلم الحقّ بالنفس وبالله».
- «حفظ المسافة في العلاقات الإنسانية مثل حفظ المسافة بين العربات أثناء السير فهي الوقاية الضرورية من المصادمات المُهلكة».
- «إنَّ السَّعادة في معناها الوحيد المُمكن: هي الصُّلح بينَ الظَّاهر والباطن، هيَ الصُّلح بين الإنسانِ ونفسه»..
- «لو كانت الأشياء المادية أهم من المعنوية؛ لما دفن الجسد في الأرض، وصعدت الروح إلى السماء».[7]

### مصطفى محمود والوجودية

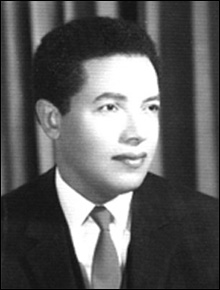
مصطفى محمود في شبابه.

تزايد التيار المادي في الستينات وتظهر الوجودية، لم يكن (مصطفى محمود) بعيدا عن ذلك التيار الذي أحاطه بقوة، حيث يقول عن ذلك:
«احتاج الأمر إلى ثلاثين سنة من الغرق في الكتب، وآلاف الليالي من الخلوة والتأمل مع النفس، وتقليب الفكر على كل وجه لأقطع الطرق الشائكة، من الله والإنسان إلى لغز الحياة والموت، إلى ما أكتب اليوم على درب اليقين»
ثلاثون عاماً من المعاناة والشك والنفي والإثبات، ثلاثون عاماً من البحث عن الله!، قرأ وقتها عن البوذية والبراهمية والزرداشتية ومارس تصوف الهندوس القائم عن وحدة الوجود حيث الخالق هو المخلوق والرب هو الكون في حد ذاته وهو الطاقة الباطنة في جميع المخلوقات. الثابت أنه في فترة شكه لم يلحد فهو لم ينفِ وجود الله بشكل مطلق؛ ولكنه كان عاجزاً عن إدراكه، كان عاجزاً عن التعرف على التصور الصحيح لله، هل هو الأقانيم الثلاثة أم يهوه أو (كالي) أم أم أم.... !
لاشك أن هذه التجربة صهرته بقوة وصنعت منه مفكراً دينياً خلاقاً، لم يكن (مصطفى محمود) هو أول من دخل في هذه التجربة، فعلها الجاحظ قبل ذلك، فعلها حجة الإسلام أبو حامد الغزالي، تلك المحنة الروحية التي يمر بها كل مفكر باحث عن الحقيقة، ان كان الغزالي ظل في محنته 6 أشهر فان مصطفى محمود قضى ثلاثين عاماً !
ثلاثون عاماً أنهاها بأروع كتبه وأعمقها (حوار مع صديقي الملحد)، (رحلتي من الشك إلى الإيمان)، (التوراة)، (لغز الموت)، (لغز الحياة)، وغيرها من الكتب شديدة العمق في هذه المنطقة الشائكة..المراهنة الكبرى التي خاضها ألقت بآثارها عليه.
ومثلما كان الغزالي كان مصطفى محمود؛ الغزالي حكى عن الإلهام الباطنى الذي أنقذه بينما صاحبنا اعتمد على الفطرة، حيث الله فطرة في كل بشري وبديهة لا تنكر، يقترب في تلك النظرية كثيرا من نظرية (الوعي الكوني) للعقاد. اشترى قطعة أرض من عائد أول كتبه (المستحيل)، وأنشأ به جامع مصطفى محمود وفيه 3 مراكز طبية ومستشفى والجمعية الفلكية بمسجد محمود ومكتبة ومتحف مصطفى محمود الجيولوجي.

### العلم والإيمان
يروى مصطفى محمود أنه عندما عرض على التلفاز مشروع برنامج العلم والإيمان، وافق التلفاز راصدًا 30 جنيه للحلقة !، وبذلك فشل المشروع منذ بدايته إلا أن أحد رجال الأعمال علم بالموضوع فأنتج البرنامج على نفقته الخاصة ليصبح من أشهر البرامج التلفازية وأوسعها انتشاراً على الإطلاق، ولا زال الجميع يذكرونه سهرة الإثنين الساعة التاسعة ومقدمة الناى الحزينة في البرنامج وافتتاحية مصطفى محمود (أهلا بيكم)! إلا أنه ككل الأشياء الجميلة كان لا بد من نهاية، للأسف هناك شخص ما أصدر قرارا برفع البرنامج من خريطة البرامج التلفازية!! وقال ابنه ادهم مصطفى محمود بعد ذلك أن القرار بوقف البرنامج صدر من الرئاسة المصرية إلى وزير الإعلام آنذاك صفوت الشريف.

### الأزمات
تعرض لأزمات فكرية كثيرة كان أولها عندما قدم للمحاكمة بسبب كتابه (الله والإنسان) وطلب عبد الناصر بنفسه تقديمه للمحاكمة بناء على طلب الأزهر باعتبارها قضية كفر!..إلا أن المحكمة اكتفت بمصادرة الكتاب، بعد ذلك أبلغه الرئيس السادات أنه معجب بالكتاب وقرر طبعه مرة أخرى!.
كان صديقاً شخصياً للرئيس السادات ولم يحزن على أحد مثلما حزن على مصرعه يقول في ذلك "كيف لمسلمين أن يقتلوا رجلاً رد مظالم كثيرة وأتى بالنصر وساعد الجماعات الإسلامية ومع ذلك قتلوه بأيديهم.. وعندما عرض السادات الوزارة عليه رفض قائلاً: "أنا فشلت في إدارة أصغر مؤسسة وهي الأسرة.. فأنا مطلق.. فكيف بي أدير وزارة كاملة..!!؟؟ ". فرفض مصطفى محمود الوزارة كما سيفعل بعد ذلك جمال حمدان مفضلاً التفرغ للبحث العلمي..

### محاربة الكيان الصهيوني
تمركزت جهود مصطفى محمود حول توضيح خطر الصهيونية، ووظف لها -فضلا عن مقالاته- 9 كتب أصدرها خلال حقبة التسعينيات، تتضمن أطروحاته الفلسفية تجاه جذور الخطر وحاضره ومآلاته. ولعل هذا المجهود الفكري من جانب مصطفى محمود هو ما دفع أسرته وعددا من متتبعي سيرته لاتهام إسرائيل بالوقوف وراء منع صاحب «العلم والإيمان» من استكمال برنامجه الشهير بالتلفزيون المصري،  فضلا عن حظر مقالاته في الصحف، ففي كتابه «إسرائيل البداية والنهاية»، يقول مصطفى محمود إن «إسرائيل تتصرف وكأنها تتعامل مع أصفار، وتتوسع وكأنها تمرح في فراغ، وهذا الغياب للموقف العربي سوف تكون له عواقب وخيمة». وأمام هذا التهاون أو الهوان العربي كان ضروريا أن يحذر المفكر المصري من مآلات السلام الذي يسعى إليه الكيان الصهيوني، ففي كتابه «على حافة الانتحار» رأى أن إسرائيل ليست لديها نية جادة للسلام بقدر ما هي راغبة في تطويع وقبول من الطرف العربي لسلام من طرف واحد.
ويستدل محمود على رأيه بأن تل أبيب بقياداتها السياسية وزعاماتها الدينية تزرع المزيد من الكراهية ضد العرب، كما أن آلتها العسكرية تتوسع باستمرار على حساب شعب فلسطين، فضلا عن أنها ما زالت تطور أسلحتها الذرية والبيولوجية والكيميائية وتضعها على حدود مصر ولا تدخر جهدا في المساهمة في تدمير الاقتصاد المصري. لذلك طالب الكاتب بأن تعي الدول العربية ما يُحاك لها من قبل الاستيطان الصهيوني، وأن تحذر في تعاملها مع السلام الذي يُطلب منها اللحاق به، وهو ما يحتاج الاستقلال العسكري والاقتصادي. ويزيد مصطفى محمود من التحذير في كتابه «إسرائيل النازية ولغة المحرقة»، قائلا «انظروا إليهم كيف يتفاوضون مع العرب ويحسِبون نصيبهم من الأرض بالمتر والسنتيمتر ونصيبهم من الماء فوق الأرض وتحت الأرض وفي جوف الأرض، ويريدون الحفر في الماضي والحفر في الحاضر والحفر في دماغنا ولا نهاية لمطالبهم». ولخص صاحب العلم والإيمان رؤيته للسلام بين العرب مع الكيان الصهيوني، بأنه عقد إذعان أكثر منه اتفاقا وتراضيا، وبأنه طريق مرصوف بالجحيم.
وعبر سلسلة الكتب التي تناولت الخطر الإسرائيلي، تطرّق مصطفى محمود إلى كثير من الخطط الصهيونية، ومنها تشويه الإسلام عبر استخدام ودعم من سماهم إسلاميين متطرفين لتدمير الحضارة الإسلامية من الداخل، داعيا في ذلك إلى ضرورة أن يتعامل المسلمون مع المعطيات الجديدة للعصر ونقد الموروث القديم. وأضاف أن إسرائيل تخطط للتحكم في منابع النيل عن طريق السيطرة على منطقة البحيرات الكبرى، وإثارة الحروب والفتن الطائفية والعنصرية بين نصارى الجنوب ومسلمي الشمال في السودان، المنكوب بالتآمر من كل بلاد الجوار الأفريقي.بالإضافة لعلاقات إسرائيل بالحبشة وإريتريا وتسليحها للإثنين وإمدادهما بالمعدات العسكرية أمور لها مقابل، وبوابة البحر الأحمر ودول القرن الأفريقي وجزر البحر الأحمر، كلها محطات إستراتيجية تقع تحت رقابة وأطماع العين الإسرائيلية طول الوقت".
وقال أدهم نجل الدكتور مصطفى محمود، إن نظام الرئيس المخلوع حسني مبارك منع مقالات والده من النشر منتصف تسعينيات القرن الماضي.

### أزمة كتاب الشفاعة

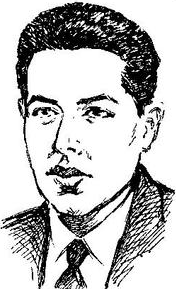
رسم لمصطفى محمود من كتاب الله والإنسان الصادر سنة 1956.

الأزمة الشهيرة أزمة كتاب الشفاعة (أي شفاعة رسول الإسلام محمد في إخراج العصاة من المسلمين من النار وإدخالهم الجنة) عندما قال إن الشفاعة الحقيقية غير التي يروج لها علماء الحديث وأن الشفاعة بمفهومها المعروف أشبه بنوع من الواسطة والاتكالية على شفاعة النبى محمد وعدم العمل والاجتهاد أو أنها تعنى تغييراً لحكم الله في هؤلاء المذنبين وأن الله الأرحم بعبيده والأعلم بما يستحقونه وقتها هوجم الرجل بألسنة حادة وصدر 14 كتاباً للرد عليه على رأسها كتاب الدكتور محمد فؤاد شاكر أستاذ الشريعة الإسلامية، واتهموه بأنه مجرد طبيب لا علاقة له بالعلم الدينى 
وفي لحظة حولوه إلى مارق خارج عن القطيع، حاول أن ينتصر لفكره ويصمد أمام التيار الذي يريد رأسه، إلا أنه هزم في النهاية. تقريباً لم يتعامل مع الموضوع بحيادية إلا الدكتور نصر فريد واصل عندما قال:
«الدكتور مصطفى محمود رجل علم وفضل ومشهود له بالفصاحة والفهم وسعة الاطلاع والغيرة على الإسلام فما أكثر المواقف التي أشهر قلمه فيها للدفاع عن الإسلام والمسلمين والذود عن حياض الدين وكم عمل على تنقية الشريعة الإسلاميّة من الشوائب التي علِقت بها وشهدت له المحافل التي صال فيها وجال دفاعاً عن الدين».
مصطفى محمود لم ينكر الشفاعة أصلا! رأيه يتلخص في أن الشفاعة مقيدة أو غيبية إلى أقصى حد وأن الاعتماد على الشفاعة لن يؤدى إلا إلى التكاسل عن نصرة الدين والتحلى بالعزيمة والإرادة في الفوز بدخول الجنة والاتكال على الشفاعة وهو ما يجب الحذر منه.. والأكثر إثارة للدهشة أنه اعتمد على آراء علماء كبار على رأسهم الإمام محمد عبده، لكنهم حمّلوه الخطيئة.[بحاجة لمصدر]

### اعتزاله
كانت محنة شديدة أدت به إلى أن يعتزل الكتابة إلا قليلاً وينقطع عن الناس حتى أصابته جلطة، وفي عام 2003 أصبح يعيش منعزلاً وحيداً. وقد برع الدكتور مصطفى محمود في فنون عديدة منها الفكر والأدب، والفلسفة والتصوف، وأحياناً ما تثير أفكاره ومقالاته جدلاً واسعاً عبر الصحف ووسائل الإعلام. قال عنه الشاعر الراحل كامل الشناوي ”إذا كان مصطفى محمود قد ألحد فهو يلحد على سجادة الصلاة، كان يتصور أن العلم يمكن أن يجيب على كل شيء، وعندما خاب ظنه مع العلم أخذ يبحث في الأديان بدءا بالديانات السماوية وانتهاء بالأديان الأرضية ولم يجد في النهاية سوى القرآن الكريم“.

## الجانب الفني والأدبي
من ناحية الجانب الفني والأدبي، كتب الدكتور الراحل مجموعة من الأشكال الأدبية ما بين الرواية والمسرح والقصص القصيرة وتجسدت في أعمال مثل شلة الأنس والعنكبوت والمستحيل وغيرها. تعد «شلة الأنس» هي مجموعة قصصية صدرت عام 1962، تبرز شخصيات واقعية شعبية، تجتمع كل يوم وقت العصاري، يدخنون المعسل والجوزة ويتحدثون في الفن والاختراعات، وتحولت الرواية إلى فيلم سينمائي يحمل نفس الاسم في عام 1976. ولعب بطولة الفيلم كلا من نور الشريف وعزت العلايلي ونيللي وهدى سلطان، وآخرين، وبعدها كتاب «العنكبوت» وهي من أشهر رواياته وصدرت عام 1965 وهي رواية فلسفية لا تخلوا من لمسة خيال علمي وتناقش فكرة مصير الروح وارتباطها بالإنسان وماذا يحدث بعد الموت، وثم تقديم الرواية في مسلسل عام 1973 ولعب بطولته كلا من عزت العلايلي ومحمود المليجي، ومديحة كامل وآخرين.
وطرح مصطفى محمود رواية «المستحيل» عام 1960 وكانت تحكي عن مهندس شاب يكتشف فجأة أن حياته مزيفة وكل شيء بها مفروض عليه، وتتوالى الأحداث ثم تحولت لفيلم سينمائي بنفس الاسم عام 1965.ولعب بطولة فيلم «المستحيل» كلا من كمال الشناوي وحسين كمال، ونادية لطفي ووضع لها السيناريو يوسف فرنسيس، وشارك في الكتابة مصطفى محمود. وفي عام 1965 كتب فيلم «العنب المر» وكان من بطولة أحمد مظهر ولبنى عبد العزيز المأخوذ من إحدى قصصه الشهيرة، وبعدها عام 1968 كتب الحوار الخاص بفيلم «نار الحب» الذي لعبت بطولته سعاد حسني وحسن يوسف.

### تكريمه ثقافياً
حازت روايته «رجل تحت الصفر» على جائزة الدولة لعام 1970
وبتاريخ الاثنين 2 يونيو/حزيران 2008 كتب الشاعر فيصل أكرم مقالاً في (الثقافية) - الإصدار الأسبوعي لصحيفة (الجزيرة) بعنوان (ذاكرة اسمها لغز الحياة.. ذاكرة اسمها مصطفى محمود) وطالب الصحيفة بإصدار ملف (خاص) عن مصطفى محمود - تكريماً لهُ، وبالفعل أصدرت الصحيفة في تاريخ الاثنين 7 تموز/يوليو 2008 العدد الخاص من (الجزيرة الثقافية) وكان يتحدث من الغلاف إلى الغلاف عن مصطفى محمود، ضم الملف كتابات لثلاثين مثقفاً عربياً من محبي مصطفى محمود، ومن أبرزهم: د. غازي القصيبي، د. زغلول النجار، د. إبراهيم عوض، د. سيار الجميل.. وغيرهم من الأدباء والمفكرين والأكاديميين، بالإضافة إلى الشاعر فيصل أكرم الذي أعد الملف كاملاً وقدمهُ بصورة استثنائية. كما ضم العدد الخاص، صوراً خاصة وكلمة بخط يد مصطفى محمود وأخرى بخط ابنته أمل، وقد كتبت ابنتهُ فيه كلمات رقيقة صورته على حقيقتهِ: «(قيمة الإنسان هي ما يضيفه إلى الحياة بين ميلاده وموته) تلك الكلمة تمثل مبدأه ومشواره الإنساني، والمقصود بالأمانة هنا، ليس المجد الأدبي والعلمي والمادي بل العطاء الإنساني لوجه الله تعالى وكل ما يفيد البشر.. أي العطاء والخير والمساندة للغير فهو إنسان شديد التسامح حتى لمن أساء إليهِ قولاً وفعلاً..بسيط جداً، يحمل قلب طفل يحلم بالعدالة الاجتماعية وإعلاء كلمة الأمة الإسلامية..أطال الله عمرك يا أبي ومتعك بالصحة حتى ترى حلمك يتحقق وهو وحدة الأمة العربية والإسلامية وإعلاء كلمتها لتصبح كما قال الحق في كتابه العزيز {خَيْرَ أُمَّةٍ أُخْرِجَتْ لِلنَّاسِ}..» وأنهت الكلمات بـوصف نفسها: «إبنته ومرافقته الوحيدة».

## وفاته
توفي مصطفى محمود في الساعة السابعة والنصف من صباح السبت 31 أكتوبر 2009/12 ذو القعدة 1430 هـ، بعد رحلة علاج استمرت عدة شهور عن عمر ناهز 87 عاماً، وقد شيعت الجنازة من مسجدهِ بحي المهندسين ولم يحضر التشييع أي من المشاهير أو المسؤولين ولم تتحدث عنهُ وسائل الإعلام إلا قليلاً مما أدى إلى إحباط أسرته. ويُذكر أن الإعلامي وائل الإبراشي قام بالتعقيب وقتها على التجاهل الرسمي للراحل، وقال الإبراشي إن مصطفى محمود كان يمثل خطرا على إسرائيل لأنه كان الوحيد الذي يرد على ادعاءاتها من خلال قراءته المتأنية في العقائد والتاريخ والعلوم، وهو ما تسبب في حرج شديد للمسؤولين في الدولة، مما قد يفسر تخليهم عنه في محنة مرضه وحتى لحظة وفاته.

## برامج تلفزيونية
برنامجه التلفزيوني الشهير العلم والإيمان الذي قدم فيه حوالي 400 حلقة.

## برامج عنه
أصدرت قناة الجزيرة الوثائقية عنهُ فلم وثائقي يدور عن حياتهِ باسم العالم والإيمان من جزئين وقد عرض خلال عام 2013. وتحدّث في جزئين عن حياة المفكّر وتتبّع مسيرتهِ العلمية وكتاباته وتأثيره في محيطهِ العربي والإسلامي، ومرحلة الشك التي مر بها فكريا قبل أن يحسمها إلى الأبد ويسلّط أيضاً الضوء على ضغوط الجماعات الصهيونية على جريدة الأهرام لوقف مقالاتهِ وكيف وصلت الضغوط إلى حد مخاطبة أسامة الباز سكرتير رئيس الجمهورية للمعلومات للأهرام بهذا الصدد، ويتناول أيضاً مقالات الشفاعة التي كتبها في أيامهِ الأخيرة وأثارت عليهِ الكثير من ردود الفعل التي وصل بعضها لدرجة الحملات الإعلامية، ولتجربته الفريدة في تقديم برنامجه الشهير «العلم والإيمان»، ويستعرض أيضاً المتحف الذي أسسه كنادي للعلماء ونشاطه الخيري الكبير في جمعية مسجد محمود.

## وصلات خارجية
- مصطفى محمود على موقع الدهليز
- مصطفى محمود على موقع قاعدة بيانات الأفلام العربية
- مدونة الدكتور مصطفى محمود
- محمود صفحة مصطفى محمود  على موقع أبجد